# Лозница (Братунац)
Лозница је насељено мјесто у општини Братунац, Република Српска, БиХ. Према попису становништва из 2013. у насељу је живјело свега 12 становника.

## Географија
Обухвата подручје од 204 хектара.

## Историја
Лозницу су на Видовдан 28. јуна 1992. напале муслиманске оружане снаге из Сребренице под командом Насера Орића и том приликом убиле 11 српских цивила.

## Становништво
Према попису становништва из 1991. године, мјесто је имало 156 становника. Већина становника су Срби.
| Демографија | Демографија | Демографија |
| Година      | Становника  | Становника  |
| ----------- | ----------- | ----------- |
| 1961.       | 385         |             |
| 1971.       | 402         |             |
| 1981.       | 458         |             |
| 1991.       | 156         |             |